# Стрингбайк

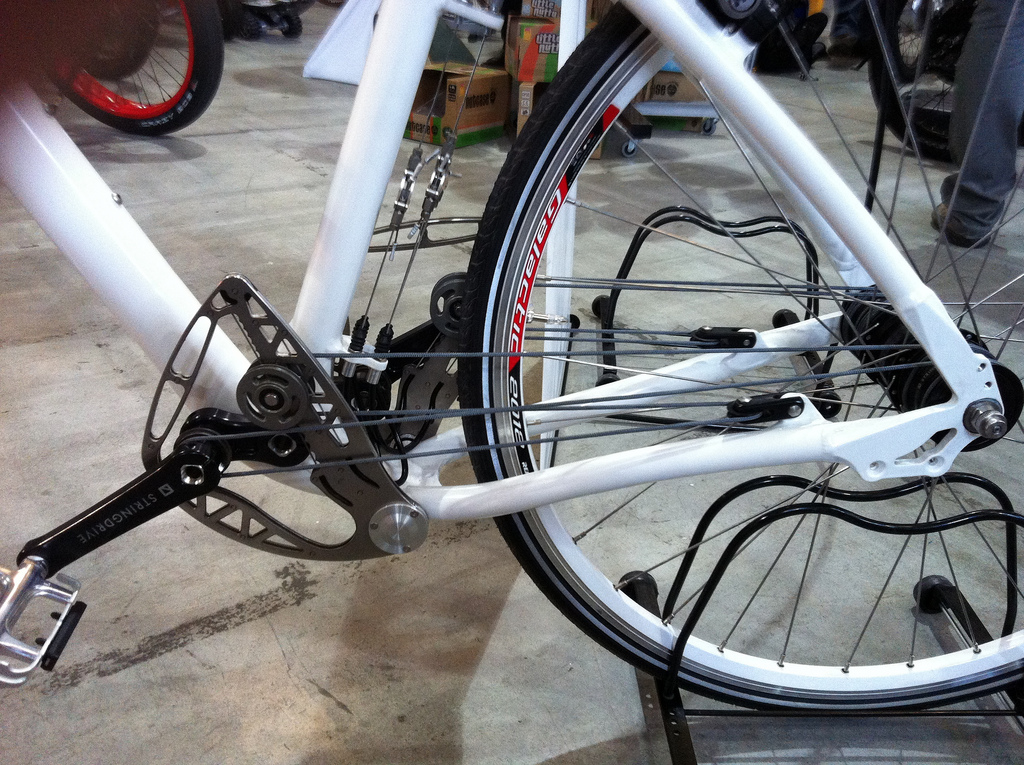

Стрингбайк (англ. stringbike — «тросовий велосипед») — велосипед, який використовує трос і блок велосипедної трансмісійної системи замість традиційного велосипедного ланцюга і зірочки. У велосипеді використовується два сталевих троси, поданих через шківи і прикріплених до хитних важілів і кулачкових механізмів, по одному з кожного боку велосипеда. Ці механізми замінюють круглі зірочки і ланцюговий привод велосипеда. На відміну від перемикача традиційних 10-швидкістних передач, тут немає прослизання при зміні передавального числа. Перемикання передачі може бути змінено за допомогою зміщення важеля, розташованого на правій бічній ручці керма. Передаточне число може бути змінене, навіть якщо велосипед стоїть на місці.
Угорські дизайнери з компанії-виробника ЗАТ «Schwinn Csepel», представили велосипед в 2010 році в Падуї, Італія.